# وزارت دادگستری (ژاپن)
وزارت دادگستری (به ژاپنی: 法務省) یکی از وزارتخانه‌های کابینه دولت ژاپن است. این وزارت مسئول سیستم قضایی، خدمات اصلاحی، و ثبت نام خانه و دارایی و شرکت‌ها است. همچنین به عنوان نمایندگان قانونی دولت فعالیت می‌کند.
در راس این وزارتخانه وزیر دادگستری، یکی از اعضای کابینه دولت است که توسط نخست‌وزیر از میان اعضای دایت ملی انتخاب می‌شود.